# Modysticus
Genre
Modysticus est un genre d'araignées aranéomorphes de la famille des Thomisidae.

## Distribution
Les espèces de ce genre se rencontrent aux États-Unis et au Mexique.

## Liste des espèces
Selon World Spider Catalog (version 18.0, 14/02/2017) :
- Modysticus floridanus (Banks, 1895)
- Modysticus imitatus (Gertsch, 1953)
- Modysticus modestus (Scheffer, 1904)
- Modysticus okefinokensis (Gertsch, 1934)

## Publication originale
- Gertsch, 1953 : The spider genera Xysticus, Coriarachne and Oxyptila (Thomisidae, Misumeninae) in North America. Bulletin of the American Museum of Natural History, no 102, p. 415-482 (texte intégral).